# (153289) Rebeccawatson
(153289) Rebeccawatson es un asteroide perteneciente al cinturón exterior de asteroides, descubierto el 22 de marzo de 2001 por David Healy desde el Observatorio de Junk Bond, Arizona, Estados Unidos.

## Designación y nombre
Designado provisionalmente como 2001 FB10. Fue nombrado Rebeccawatson en honor a Rebecca Watson artista callejera, maga, malabarista que difunde la ciencia y el pensamiento racional por medio radiofónico, podcasts y un blog de internet.

## Características orbitales
Rebeccawatson está situado a una distancia media del Sol de 3,504 ua, pudiendo alejarse hasta 3,797 ua y acercarse hasta 3,211 ua. Su excentricidad es 0,083 y la inclinación orbital 9,653 grados. Emplea 2396 días en completar una órbita alrededor del Sol.

## Características físicas
La magnitud absoluta de Rebeccawatson es 14,3. Tiene 8,226 km de diámetro y su albedo se estima en 0,055.